# Stigmella amelanchierella
Stigmella amelanchierella là một loài bướm đêm thuộc họ Nepticulidae. This species was described by Clemens năm 1862 from mines on Amelanchier được tìm thấy ở tháng 6 và tháng 7. Tư liệu bản mẫu gốc không được bảo quản. Nhiều kén khác nhau đã được sưu tập ở Ohio, Kentucky và Bắc Carolina. 